# Cammer (Bückeburg)
Cammer ist ein Ortsteil der Stadt Bückeburg im niedersächsischen Landkreis Schaumburg und liegt direkt an der westlich verlaufenden Grenze zu Nordrhein-Westfalen.

## Geografie und Verkehrsanbindung
Der Ortsteil liegt nordwestlich des Stadtkerns von Bückeburg an den Kreisstraßen K3 und K5. Westlich verläuft die B 482.
Südlich, östlich und nordöstlich erstreckt sich der Schaumburger Wald. Nordöstlich liegt das 13 ha große Naturschutzgebiet Wietser Teiche. Unweit südlich vom Ort führt der Mittellandkanal vorbei.

## Geschichte
Das Gebiet Cammers wurde im Jahr 1556 erstmals urkundlich erwähnt.

## Politik
Der Ortsrat, der Cammer vertritt, setzt sich aus fünf Mitgliedern zusammen. Die Ratsmitglieder werden durch eine Kommunalwahl für jeweils fünf Jahre gewählt.
Bei der letzten Kommunalwahl 2021 ergab sich folgende Sitzverteilung:
| Ortsrat 2021Insgesamt 5 Sitze - SPD: 1 - Unabh.: 1 - CDU: 3 |